# Надвірнянська районна рада
Надвірнянська райо́нна ра́да — районна рада Івано-Франківської області.
Надвірнянська районна рада - представницький орган, що здійснює функції та повноваження місцевого самоврядування, визначені Конституцією України і законами України. Рада у своїй діяльності керується Конституцією України, Законами України “Про місцеве самоврядування в Україні”, “Про статус депутатів місцевих рад”, “Про службу в органах місцевого самоврядування”, регламентом районної ради, Положенням про постійні комісії районної ради, Положенням про президію районної ради та іншими законодавчими актами, які регулюють роботу органів місцевого самоврядування.

## Надвірнянська районна рада VIII скликання.
Вибори Надвірнянської районної ради VIII скликання відбулися 25 жовтня 2020 року. Було обрано 38 депутатів ради, з них (за суб'єктами висування): 
– Політична партія Всеукраїнське об’єднання “Свобода” – 7 депутатів;
– ПОЛІТИЧНА ПАРТІЯ “ЄВРОПЕЙСЬКА СОЛІДАРНІСТЬ” – 7 депутатів;
– ПОЛІТИЧНА ПАРТІЯ “ЗА МАЙБУТНЄ” – 6 депутатів;
– Політична партія Всеукраїнське об’єднання “Батьківщина” – 6 депутатів;
– ПОЛІТИЧНА ПАРТІЯ “ВСЕУКРАЇНСЬКЕ ОБ’ЄДНАННЯ “ПЛАТФОРМА ГРОМАД” – 5 депутатів;
– “ПОЛІТИЧНА ПАРТІЯ “СЛУГА НАРОДУ” – 4 депутати;
– Політична Партія “ГОЛОС”  – 3 депутати.
Депутати ради утворили сім фракцій, відповідно до політичних партій, котрі представляють.

## Керівництво Надвірнянської районної ради VIII скликання
27 листопада 2020 року, на першій сесії, головою районної ради обрано Кеніза Олександра Володимировича, заступником голови районної ради - Жигалюка Івана Васильовича 

## Постійні комісії Надвірнянської районної ради VIII скликання
·       Мандатна, з питань депутатської діяльності, захисту прав людини, законності та правопорядку, голова  Білоган Ігор Михайлович
·       З питань бюджету, соціально-економічного розвитку, взаємодії з громадами, комунальної власності транспорту та регуляторної політики, голова Кушлик Олександр Петрович
·       З питань земельних відносин, екології та природокористування, голова  Гаврилюк Богдан Юрійович
·       З питань освіти, культури, молодіжної політики, спорту, засобів масової інформації та національно-патріотичного виховання, голова  Логвіненко Богдана Михайлівна
·       З питань охорони здоров'я, соціального захисту населення та захисту прав учасників АТО/ООС, учасників бойових дій і членів їх сімей, голова  Дяченко Тарас Михайлович
Голова районної ради, його заступник, голови постійних комісій та уповноважені представники депутатських фракцій входять до складу президії районної ради, яку очолює голова районної ради. Чисельний склад президії 14 депутатів.

## Надвірнянська районна рада минулих скликань
- I скликання (1990-1994) , загальний склад ради - 71 депутат: голова районної ради - Романишин Дмитро Іванович, заступник голови районної ради - Мартинюк Василь Миколайович
- II скликання (1994-1998) , загальний склад ради - 31 депутат: голова районної ради - Березицький Богдан Адамович, заступники голови районної ради - Насадюк Василь Васильович, Білоган Ігор Михайлович
- III скликання (1998-2002), загальний склад ради - 62 депутати: голова районної ради - Хабайлюк Василь Михайлович, заступник голови районної ради - Білоган Ігор Михайлович
- IV скликання (2002-2006), загальний склад ради - 62 депутати: голова районної ради - Хабайлюк Василь Михайлович, заступник голови районної ради - Білоган Ігор Михайлович
- V скликання (2006-2010) , загальний склад ради - 62 депутати: голова районної ради - Іванчук Володимир Федорович, заступники голови районної ради - Середюк Ігор Іванович, Яковішак Василь Васильович
- VI скликання (2010-2015) , загальний склад ради - 62 депутати: голова районної ради - Попович Василь Васильович, заступники  голови районної ради - Степник Іван Михайлович, Писклинець Ігор Дмитрович
- VII скликання (2015-2020) , загальний склад ради - 36 депутатів: голова районної ради - Гурмак Іван Миколайович, заступник голови районної ради - Писклинець Ігор Дмитрович

## Депутати районної ради, які обирались чотири і більше скликань
Білоган Ігор Михайлович - 8 скликань;
Болгар Анатолій Володимирович - 4 скликання;
Гусак Микола Васильович - 4 скликання;
Писклинець Ігор Дмитрович - 4 скликання;
Половко Василь Юрійович - 4 скликання.

## Виконавчий апарат Надвірнянської народної ради
Білоган Ігор Михайлович- Керуючий справами районної ради
Жигалюк Іван Васильович- Заступник голови районної ради
Кеніз Олександр Володимирович- голова районної ради
Клим'юк Богдан Михайлович- Начальник відділу організаційного забезпечення
Коновалюк Світлана Миколаївна- Головний бухгалтер районної ради
Кузюк Роман Богданович
Остап'юк Ганна Михайлівна- Головний спеціаліст відділу організаційного забезпечення
Токарук Наталія Ігорівна- Головний спеціаліст відділу організаційного забезпечення

## [1]
1. ↑  Офіційний портал Верховної Ради України. www.rada.gov.ua. Процитовано 14 квітня 2024.